# Chantal Mouffe
Chantal Mouffe (Charleroi, 17 de junho de 1943) é uma cientista política pós-marxista   belga. Desenvolve trabalhos na área da teoria política.
Estudou em Lovaina, Paris e Essex e tem trabalhado em várias universidades na Europa, América do Norte e América Latina. Foi professora convidada em Harvard, Cornell, Princeton e no Centre National de la Recherche Scientifique. De 1989 a 1995, foi diretora de departamento no Collège International de Philosophie, em Paris. Atualmente, é Professora de Teoria Política na Universidade de Westminster, no Reino Unido.

## Trabalho teórico
É mais conhecida pela sua contribuição, juntamente com seu companheiro, Ernesto Laclau, para o desenvolvimento da análise de discurso, também referida como Essex School of Discourse Analysis. Também com Laclau, é co-autora do livro Hegemony and Socialist Strategy - Towards a Radical Democratic Politics, obra escrita em 1985, editada somente em 2015 no Brasil com o título de Hegemonia e estratégia socialista pela editora Intermeios. A obra se tornou seminal em áreas de estudo como a teoria crítica, teoria da democracia, subjectivação política ou movimentos sociais, apresentando uma articulação entre uma abordagem pós-marxista, que parte da releitura de Antonio Gramsci, e pós-estruturalista, com atenção à análise e desconstrução de identidades, narrativas e jogos de linguagem nas questões do poder político, sendo centrais neste trabalho os conceitos de "hegemonia" e "antagonismo".
A título individual, tem trabalhado sobre os conceitos "política" e de "agonismo". Em relação a este último, Mouffe define-o do seguinte modo: 
«Tendo como finalidade ser aceite como legítimo, o conflito necessita adotar uma forma que não destrua a associação política. Isto significa que algum tipo de ligação deve existir entre as partes em conflito, de forma a que não tratem os seus oponentes como inimigos a erradicar, ao considerar as suas exigências ilegítimas, que é exatamente o que acontece na relação antagonista de amigo/inimigo. (…) Se queremos reconhecer, por um lado, a permanência da dimensão conflitual antagonista ao mesmo tempo que, por outro, permitimos a possibilidade de "domesticação", precisamos de perspectivar um terceiro tipo de relação. A este tipo de relação proponho chamar agonismo. Enquanto que o antagonismo é uma relação nós/eles na qual as duas partes são inimigas que não partilham qualquer referencial comum, o agonismo é uma relação nós/eles entre partes em conflito que, apesar de admitirem que não existe qualquer solução racional para o seu conflito, reconhecem a legitimidade do seu oponente. São "adversários", não "inimigos".»

### A democracia plural - do antagonismo ao modelo agonístico
Aos modelos deliberativos e liberais,   Mouffe opõe a ideia e o projeto de uma  « democracia radical e plural », entendida como uma  « radicalização da tradição democrática moderna » mediante « a extensão e o aprofundamento da revolução democrática ».  No  centro dessa teoria, afirma-se a ideia de que a política  -  e   a democracia  - é indissociável da dimensão conflitual,  não podendo esta ser eliminada por nenhum  « processo racionaL de negociação » ,   que seja a deliberação habermasiana, quer seja o  veu de ignorância  como defende  Rawls.
Para descrever essa persistência  irremediável de « conflitos para os quais nenhuma solução racional existe », Mouffe faz uso do conceito de antagonismo, pelo qual ela define o político em si mesmo. Novamente, esse conceito de antagonismo  se inspira na teoria de Carl Schmitt, sendo que este compara o político a uma relação amigo/inimigo, « que não pode ser resolvida dialeticamente ». Embora  reconhecendo, com Schmitt,  que o   antagonismo amigo/inimigo conduz à  « destruição da associação política »  e não pode, portanto, ser considerado como  « legitimo, dentro de uma sociedade democrática », Mouffe defende   que o antagonismo propriamente dito, se não pode ser eliminado, pode e deve ser sublimado  em um agonismo. Este  se distingue do antagonismo por não mais levar  a uma   confrontação entre inimigos, mas a um confronto que opõe  « adversários que reconhecem a legitimidade de suas respectivas reivindicações ». Assim, ela afirma  que « o objetivo de uma política democrática é o de transformar o antagonismo potencial em uma agonística », dentro da qual os adversários  estejam de acordo sobre os princípios democráticos de liberdade e igualdade, embora se confrontem sobre o significado que  se   deva dar a esses princípios.  A democracia plural  ou pluralista que Mouffe defende corresponde a esse modelo agonístico e apresenta, segundo ela, a vantagem de reconhecer o papel das paixões na formação das identidades  coletivas.
Em consequência, ela se declara favorável à dimensão partidária da política e critica firmemente as teorias  que  alegam ser obsoleta a clivagem entre  direita e esquerda.As tentativas de elaborar uma "terceira via", com  a finalidade de superar  essa clivagem,  são, aliás, para Chantal Mouffe, uma das razões da ascensão dos  populismos  de direita e dos partidos de  extrema direita.
Uma tal concepção do político, que afirma,  contra o racionalismo, a indissociabilidade entre democracia e  conflituosidade (em razão da ausência de procedimentos políticos racionais que permitam superar as oposições e chegar a um modelo definitivo da ideia de justiça) pode ser comparada às  posições de Claude Lefort ou de Jacques Rancière, que concordam também em ligar a ideia de democracia à ideia de necessidade do conflito. Essa concepção também se aproxima, em certa medida,  de  Cornelius Castoriadis, no tocante à refutação da existência de um fundamento estritamente racional na definição de justiça .

## Obras
- (ed.) Gramsci and Marxist Theory. Londres – Boston: Routledge / Kegan Paul, 1979.
- (com  Ernesto Laclau) Hegemony and Socialist Strategy: Towards a Radical Democratic Politics. Londres – Nova Iorque: Verso, 1985.
- (ed.) Dimensions of Radical Democracy: Pluralism, Citizenship, Community. Londres – Nova Iorque: Verso, 1992.
- The Return of the Political. Londres – Nova Iorque: Verso, 1993.
- Le politique et ses enjeux. Pour une démocratie plurielle. Paris: La Découverte/MAUSS, 1994.
- (ed.) Deconstruction and Pragmatism. Londres – Nova Iorque: Routledge, 1996.
- (ed.) The Challenge of Carl Schmitt. Londres – Nova Iorque: Verso, 1999.
- The Democratic Paradox. Londres – Nova Iorque: Verso, 2000.
- (ed.) Feministische Perspektiven. Viena: Turia + Kant, 2001.
- (ed.) The legacy of Wittgenstein: Pragmatism or Deconstruction. FranKfurt am Main – Nova Iorque: Peter Lang, 2001.
- On the Political. Londres – Nova Iorque: Routledge, 2005.
- Hegemony, Radical Democracy, and the Political, edited by James Martin, Londres: Routledge, 2013.
- Agonistics: Thinking The World Politically. Londres – Nova Iorque: Verso, 2013.
- Mouffe C, 1995 ‘Post-marxism: democracy and identity’, Environment and Planning D vol.13 pp. 259–266 ML: P305 E30.

### Artigos
- « La « fin du politique » et le défi du populisme de droite », Revue du MAUSS 2/2002 (no 20), p. 178-194.
- « Le politique et la dynamique des passions », Rue Descartes 3/2004 (n° 45-46), p. 179-192.
- « Politique et agonisme », Rue Descartes 1/2010 (n° 67)
- « Communisme ou démocratie radicale », Actuel Marx 2/2010 (n° 48)

## Ligações Externas
- Hegemonía y estrategia socialista - Hacia una radicalización de la democracia (em castelhano).
- MOUFFE, Chantal, "Wittgenstein, Political Theory and Democracy". In Forum for Intercultural Philosophy, n.º 2, 2000 (em inglês).
- MOUFFE, Chantal, "Deliberative Democracy or Agonistic Pluralism?", In Reihe Politikwissenschaft/Political Science Series, n.º 72, Institut für Höhere Studien (IHS), em inglês.
- Entrevista com Chantal Mouffe: “Pluralism is linked to the acceptance of conflict” in Barcelona Metropolis, 2010 (em inglês).
- MOUFFE, Chantal, "Artistic Activism and Agonistic Spaces". In Art & Research, Vol. 4, n.° 1 (em inglês).
- Vídeo de entrevista de Pablo Iglesias a Chantal Mouffe em "Otra Vuelta de Tuerka" (em castelhano).
- "Populism is a necessity" (entrevista com  Chantal Mouffe). The European, 15 de janeiro de 2014